# BEKO
BEKO — торгова марка турецької компанії Beko Electronik A. Ş., яка є дочірньою компанією Arçelik A. Ş.
Компанія Beko Electronik A. Ş. виробляє весь спектр великої та дрібної побутової техніки і входить до п'ятірки найбільших виробників побутової техніки Європи, випускаючи понад 6 млн одиниць техніки щорічно. В цілому компанія володіє 11 брендами, включно з Grundig, Bregenz, Vestel, Arctic і Blomberg, та представляє свою продукцію більш ніж у 100 країнах світу. 

## Історія
Beko Elektronik A.Ş. була заснована підприємцем Вегбі Кочем, який також 1955 року заснував Arçelik A.Ş., материнську компанію BEKO, та Леоном Беджерано в Стамбулі. Назва компанії є поєднанням перших двох літер прізвищ засновників.
У 2004 році Beko Elektronik придбала німецьку компанію з виробництва електроніки Grundig і до січня 2005 року BEKO та її конкурент, турецький бренд електроніки та побутової техніки Vestel, становили більше ніж половину всіх телевізорів, вироблених у Європі. 
У квітні 2010 року підрозділ електроніки BEKO змінив назву на Grundig Elektronik A.Ş.
На позачергових загальних зборах акціонерів Arçelik A.Ş. 29 червня 2009 року було вирішено об'єднати Arçelik A.Ş. з дочірньою компанією компанії Grundig Elektronik A.Ş. (керуватиметься безпосередньо Arçelik A.Ş. з Koç Holding), перейнявши всі активи та пасиви Grundig в цілому. 
Від 2014 року BEKO є офіційним спонсором іспанського футбольного клубу «Барселона».

## Логотипи

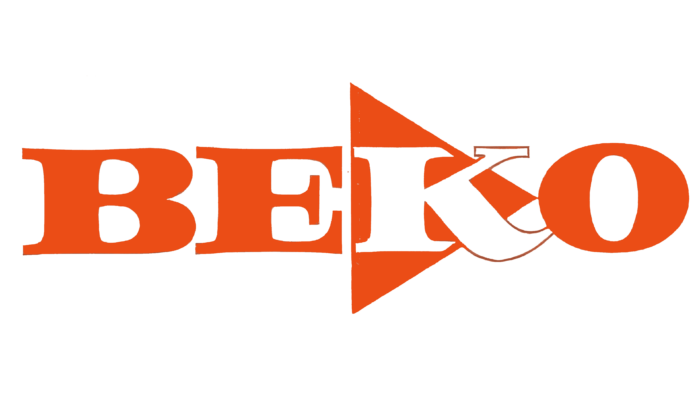
Перший логотип (1955–1986)
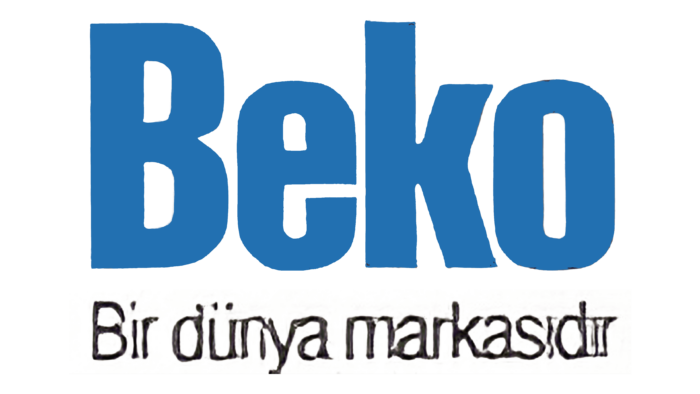
Другий логотип (1986–1993)
Третій логотип (1993–2014)
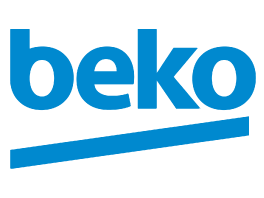
Четвертий логотип (2014–донині)